# Sydsjællands Golfklub
Sydsjællands Golfklub Mogenstrup er en golfklub og golfbane i Mogenstrup på Sydsjælland, ca. 7 km sydøst for Næstved.
Golfbanen med tilhørende klubhus er anlagt og drives af foreningen Sydsjællands Golfklub Mogenstrup.
Sydsjællands Golfklubs bane er en mesterskabsbane med 18 huller – anlagt i et lettere kuperet terræn. Banen er, med sin meget lave rough, ekstremt greenfeespiller venlig. Banen har 4 teesteder: T48 (4.855 m), T51 (5.100 m), T57 (5.730 m) og T60 (6.010 m).